# San Antonio (Florida)
San Antonio è una città degli Stati Uniti d'America situata in Florida, nella Contea di Pasco.